# 夫婦舟
「夫婦舟」（めおとぶね）は、1979年12月16日にに発売された三笠優子の3枚目のシングル。。

## 解説
オリコンチャートでは週間25位が最高位だったが、その後約3年に掛けてロング・ヒットとなり、1982年末の第24回日本レコード大賞ではロングセラー賞を受賞した。累計売上はミリオンセラー。
その後、1981年3月に「夫婦川」、1982年5月に「夫婦橋」と、夫婦シリーズ3部作をシングル・リリースしている。

## 収録曲
- 両楽曲共に、作詞：荒川利夫、作曲：聖川湧、編曲：池多孝春

A面
1. 夫婦舟 (3分59秒)

B面
1. 人生太鼓 (4分43秒)

## カバー
- 美空ひばり -（1982年、アルバム『人恋酒〜最新演歌名曲名唱集』収録）